# NASDAQ-100
A Nasdaq-100 (^NDX) egy tőzsdei index, amely a Nasdaq tőzsdén jegyzett 100 legnagyobb nem pénzügyi vállalat által kibocsátott 101 részvénypapírból áll. Ez egy módosított kapitalizációval súlyozott index. A részvények súlya az indexben a piaci kapitalizációjuk alapján alakul, bizonyos szabályok korlátozzák a legnagyobb összetevők befolyását. Az index egyetlen tőzsdéről származó vállalatokra korlátozódik, és nem tartalmaz pénzügyi vállalatokat. A pénzügyi vállalatok külön indexben, a NASDAQ Financial-100 indexben szerepelnek.

## Néhány az indexben szereplő vállalatok közül
- Apple Inc.
- Microsoft
- Alphabet Inc.
- Amazon
- Tesla, Inc
- Meta
- Nvidia
- PepsiCo
- Costco
- AstraZeneca
- Broadcom
- ASML Holding
- Comcast
- Cisco Systems
- Adobe
- T-Mobile US
- Qualcomm